# Estatua de Tara
La Estatua de Tara es una escultura de bronce dorado de la diosa Tara que data del siglo VII-VIII d. C. en Sri Lanka. Saqueada al último Rey de Kandy cuando los británicos se anexionaron Kandy a principios del siglo XIX,  fue entregada al Museo Británico en 1830 por el exgobernador británico de Ceilán (como se conocía entonces a Sri Lanka), Robert Brownrigg.

## De fondo
El budismo ha tenido una historia continua en la isla de Sri Lanka desde el siglo III a. C. La figura pertenece al periodo de Anuradhapura, el reino fundado en 377 a. C. por el rey Pandukabhaya. El budismo jugó un papel principal en el periodo, influyendo en su cultura, leyes, y métodos de gobierno. Tara es una prueba de la interacción cultural del Budismo con el Hinduismo. Tara había sido una diosa madre hindú que fue adoptada con una nueva función dentro del budismo. Sri Lanka continúa siendo un país predominantemente budista theravada.
En cierto momento se creyó que sería un modelo de la deidad guardiana Pattini, pero ahora hay acuerdo en que esta estatua representa a Tara. Esta identificación es una prueba clara de la presencia en el periodo medieval del Budismo Mahayana así como de la forma Theravada de la fe que permite a los budistas adorar a otros seres además de Buda. El vihara de Abhayagiri también del reino de Anuradhapura es el ejemplo más notable.
La estatua sugiere que Tara puede haber sido adorada como deidad y no como la consorte de un dios masculino. Típicamente la escultura habría sido colocada en un templo junto a una estatua de su contraparte masculina, el bodhisattva Avalokiteshvara. Los Bodhisattvas son en el budismo seres que han logrado la Iluminación pero se han alejado de ella, para por compasión poder ayudar al resto de la humanidad a escapar del ciclo de muerte, renacimiento y sufrimiento.

## Descripción
La escultura representa una figura de pie de una deidad femenina en bronce sólido moldeado mediante el proceso a la cera perdida. La estatua tiene aproximadamente tres cuartos del tamaño natural y fue dorada para crear una apariencia lujosa. La diosa está desnuda de cintura para arriba, al estilo indio tiene una silueta hiperfemenina con un cuerpo de reloj de arena, con voluptuosos senos y caderas en contraste con una estrecha cintura de avispa, mientras a las caderas se arrolla una pieza de tela plisada que cae hasta los tobillos. La mano derecha de Tara es mostrada en el gesto de dar mientras su mano izquierda sostenía una flor de loto, ahora perdida. La figura lleva una corona alta dominada por un medallón. Este agujero en la corona contenía originalmente una piedra preciosa grande. La estatua es el único ejemplo conocido del periodo Anuradhapura de este tamaño que ha sobrevivido. Habría sido valiosa no solo por su aspecto sino también debido a su fabricación. La estatua no era hueca ni chapada sino maciza de un metal caro que utilizaba una técnica tecnológicamente avanzada de fundición a la cera perdida.

## Descubrimiento
Esta rara escultura fue tomada por el entonces gobernador británico, Sir Robert Brownrigg, del último Rey de Kandy cuando los británicos anexionaron Kandy. Más tarde la donó al Museo británico en los años 1830. Sin embargo esta historia es rechazada por las autoridades británicas quienes creen que la estatua fue sencillamente encontrada en los primeros años 1800 en algún lugar entre Trincomalee y Batticaloa en la costa oriental de Ceilán y posteriormente adquirida por Sir Robert Brownrigg. Kandy quedó bajo dominio británico en marzo de 1815 bajo los términos de la Convención de Kandyanque, organizada por Brownrigg.
Cuando el Museo Británico adquirió la estatua, en la década de 1830, les preocupaba que los grandes pechos desnudos, cintura estrecha y curvilíneas caderas se consideraran demasiado eróticos para el público así que fue mantenida fuera de la vista durante treinta años. La estatua solo estaba disponible para estudio de eruditos, incluso aunque nunca se dudó de que su propósito siempre había sido religioso y no profano. Este restringido estudio académico es extrañamente una reminiscencia del estado original de la estatua en Sri Lanka. Se cree que la imagen solo sería vista por monjes y sacerdotes escogidos en lo más profundo de un santuario, sin ser expuesta a la población general budista. El Museo Británico tenía guardados desde 1830 diversos elementos considerados excesivamente eróticos, que en la década de 1860 fueron colocados en el Secretum.

## Réplica
Hay un réplica de la estatua en el Museo nacional de Colombo en Sri Lanka.